# Parkweg (métro de Rotterdam)
Parkweg est une station de la ligne C du métro de Rotterdam. Elle est située sous le carrefour de la Burgemeester Honnerlage Gretelaan et le Parkweg, dans le quartier de Nieuwland, sur le territoire de la commune de Schiedam, dans la région urbaine de Rotterdam aux Pays-Bas.
Mise en service en 2002, elle est desservie, depuis 2009, par les rames de la ligne C du métro.

## Situation sur le réseau

Plan du métro.

Établie en souterrain, la station Parkweg , de la ligne C du métro de Rotterdam, est établie entre la station Schiedam-Centre, en direction du terminus nord-est De Terp, et la station Troelstralaan, en direction du terminus sud-ouest De Akkers.
Elle comporte un quai central encadré par les deux voies de la ligne.

## Histoire
La station Parkweg est mise en service le 4 novembre 2002, lors de l'ouverture à l'exploitation de la section de Marconiplein à Tussenwater. Elle est due à l'architecte Hans van Heeswijk (nl).
En décembre 2009, lors de la réorganisation des lignes, elle devient une station de la ligne C du métro.

## Services aux voyageurs

### Accès et accueil
La station dispose de deux accès situés à chaque extrémité du hall. Elle est équipée pour l'accessibilité des personnes à la mobilité réduite.

Installations
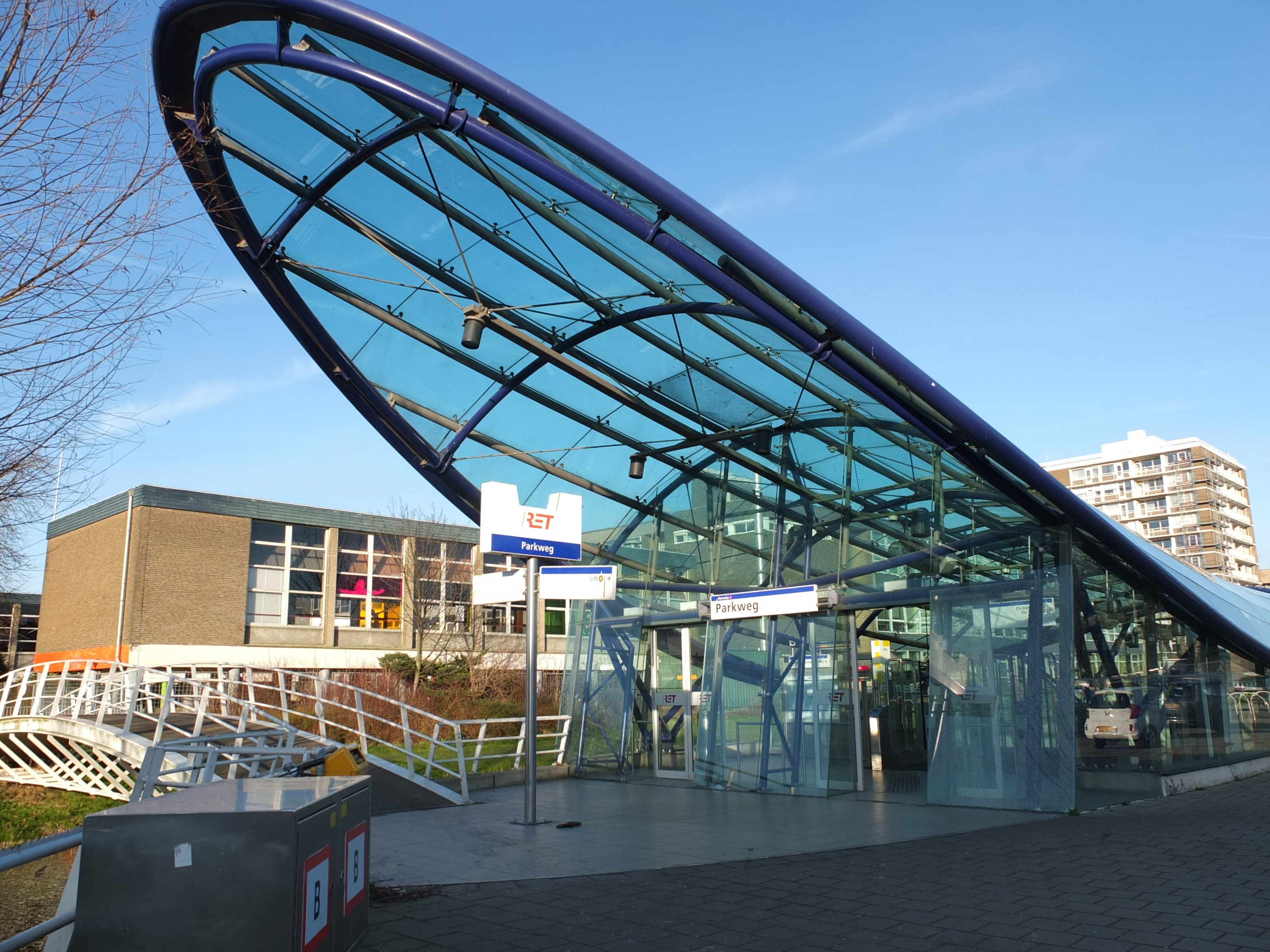
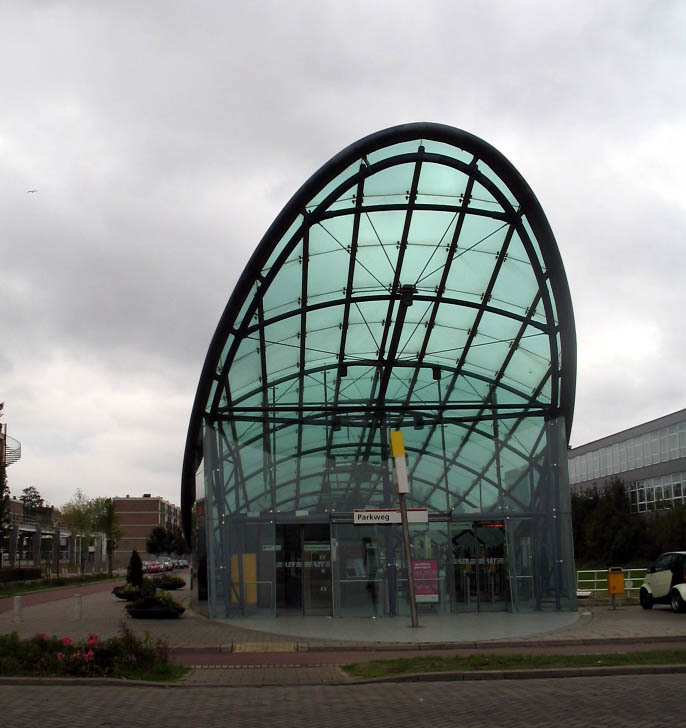
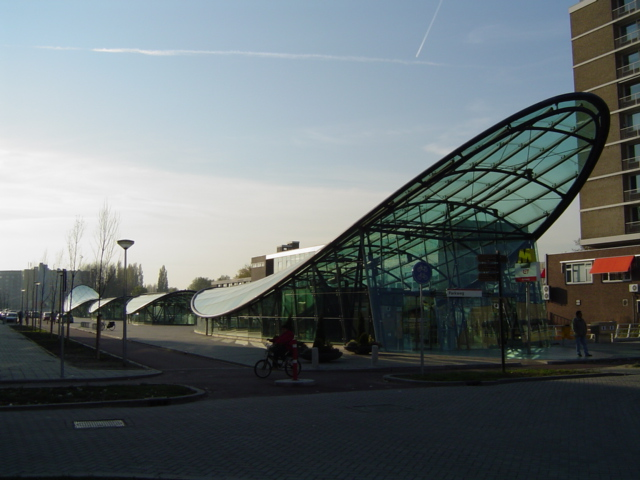

### Desserte
Parkweg, est desservie par les rames de la ligne C, en provenance ou à destination des terminus De Terp et De Akkers.

Installations et desserte
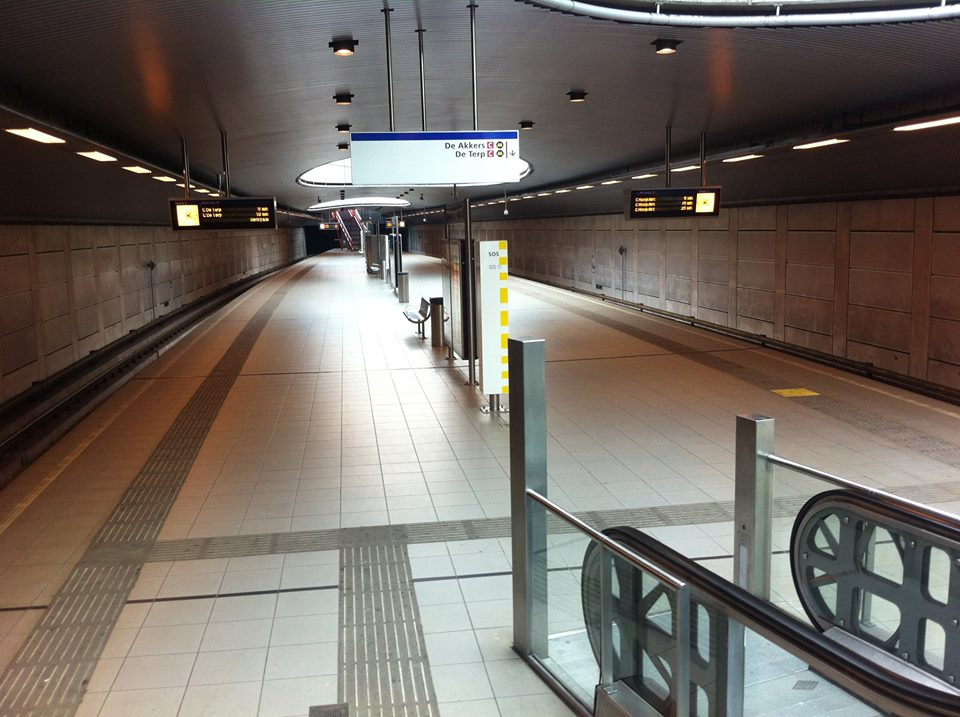
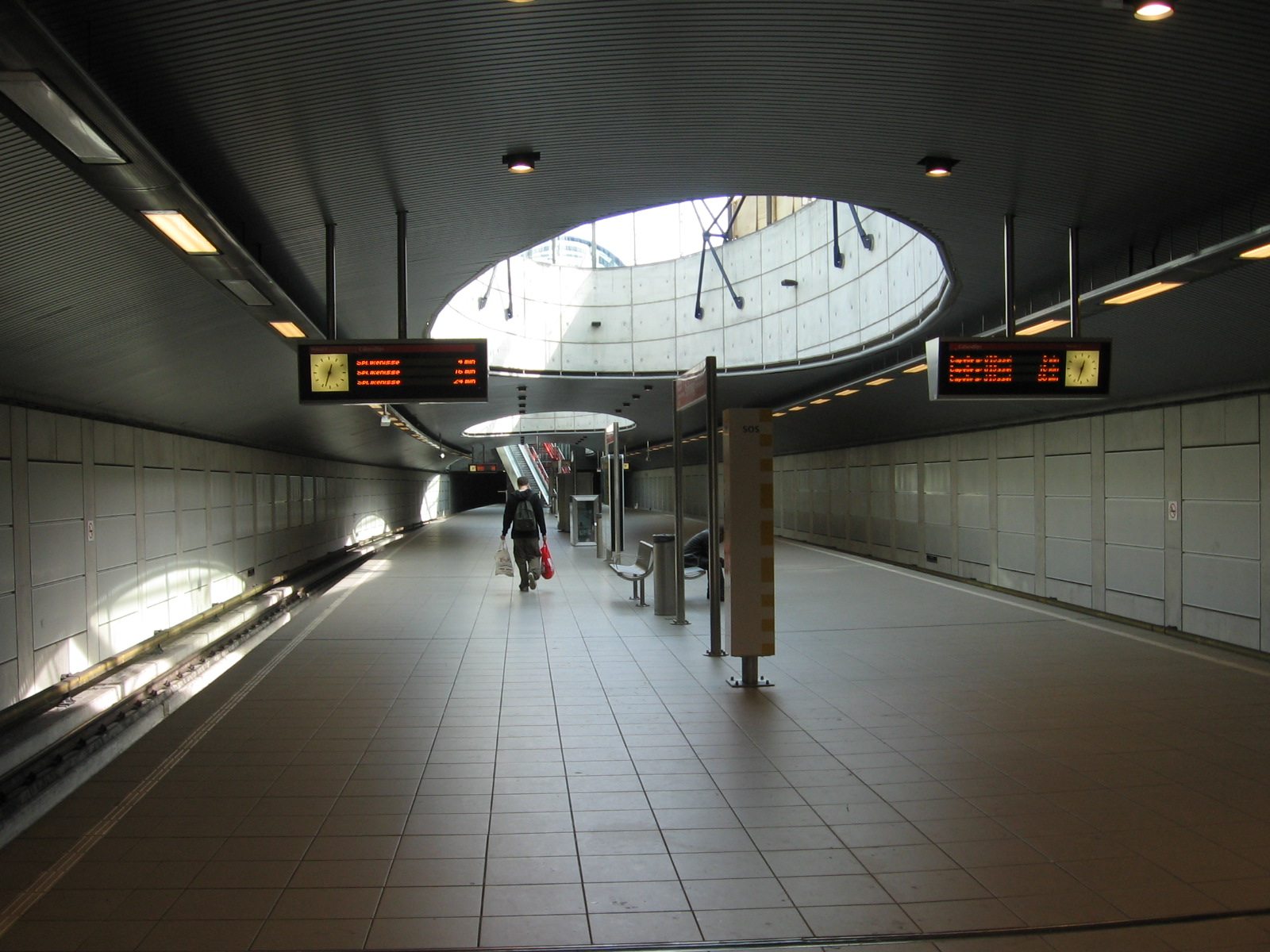
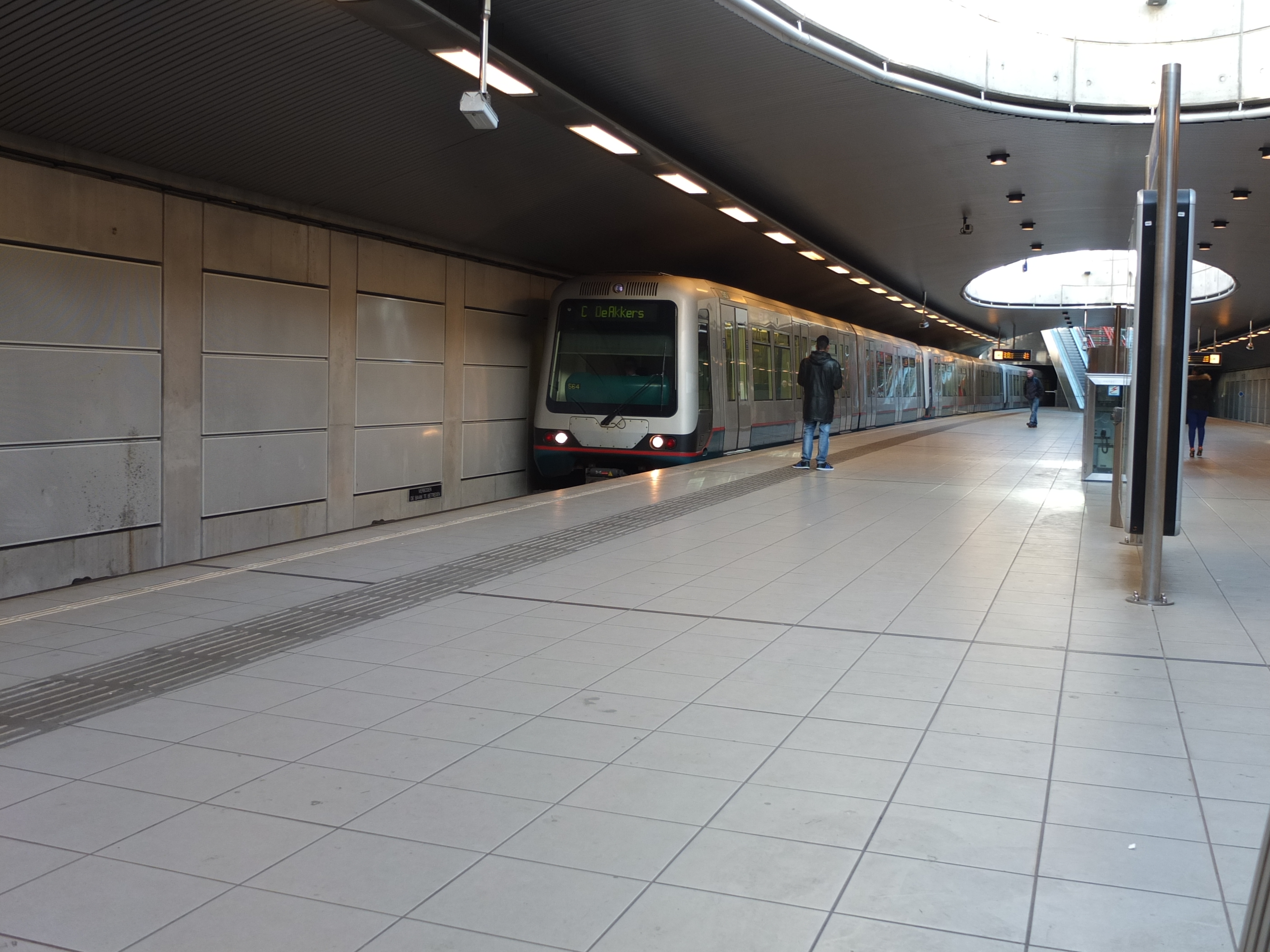

### Intermodalité
La station est en correspondance avec les rames, des lignes 21 et 24, du tramway de Rotterdam .